# Joseph Bech
Joseph Bech (17. ledna 1887, Diekirch – 8. března 1975, Lucemburk) byl lucemburský politik, v letech 1926–1937 a 1953–1958 byl premiérem Lucemburska, v letech 1926–1959 (tedy rekordních 33 let) byl ministrem zahraničních věcí. Krom toho byl též ministrem spravedlnosti (1923–1925) a obrany (1951–1953). V letech 1959–1964 byl předsedou lucemburského parlamentu. Patřil k hlavním organizátorům Messinské konference roku 1955, jež vedla k vytvoření Evropského hospodářského společenství. Roku 1960 obdržel Cenu Karla Velikého.
Před druhou světovou válkou byl členem pravicové strany Rietspartei, od roku 1944 pak křesťansko-demokratické Chrëschtlech Sozial Vollekspartei.